# Grafisk teknik
Grafisk teknik eller bara grafik, teknik för att förse ett underlag, ofta kallat substrat, med en befintlig text eller bild, antingen i industriell produktion eller som konsthantverk. Detta görs oftast med olika former av trycktekniker. Grafik i betydelsen konsthantverk benämns även i folkmun som "konsttryck".

## Som konstnärlig teknik
Termen grafik täcker många tekniker för mångfaldigande av tryck, antingen en bild som konstnären själv formgivit för mediet eller en reproduktion av ett verk i ett annat medium utfört av en annan konstnär.
I traditionell konstnärlig verksamhet används fyra grafiska huvudtekniker: högtryck (exempelvis via träsnitt), djuptryck (exempelvis genom kopparstick, annan gravyr eller etsning), plantryck (främst litografi) och genomtryck (screentryck). 
I vissa sammanhang syftar termen grafik endast på intaglio-tekniker.

## Industriellt mångfaldigande
I vidare bemärkelse, sett ur ett industriellt perspektiv, innefattar grafisk teknik tillämpningen av tekniker, system och metoder för att genomföra de steg (prepress, press och postpress) som krävs för att framställa en trycksak. Vetenskapen om och användandet av dessa tekniker, system och metoder benämns grafisk teknologi.